# Beno Lapajne
Beno Lapajne,né le 10 juin 1973 à Ljubljana (Yougoslavie, aujourd'hui Slovénie) est un ancien handballeur slovène qui évolue au poste de gardien de but.
Il a été le porte-drapeau de la Slovénie aux Jeux olympiques d'été de 2004.
Avec 212 sélection en équipe nationale, il est le 3e joueur le plus capé.

## Palmarès

### En club
Compétitions internationales
- Finaliste de la Coupe EHF en 2007

Compétitions nationales
- Vainqueur du Championnat de Slovénie (8) : 1992, 1993, 1995, 1997, 1998, 1999, 2002, 2010
- Vainqueur de la Coupe de Slovénie (9) : 1992, 1993, 1995, 1997, 1998, 1999, 2002, 2005, 2010,
- Vainqueur du Championnat de Croatie (1) : 2005
- Vainqueur de la Coupe de Croatie (1) : 2005

### En équipe nationale
- Médaille d'argent au championnat d'Europe 2004
- 8e place aux Jeux olympiques de 2000
- 11e place aux Jeux olympiques de 2004